# I Jesu namn vi börja ännu ett nådens år
I Jesu namn vi börja ännu ett nådens år är en psalm som skrevs av Lars Erik Högberg under hans första period som missionär i Petersburg i Ryssland i jul- och nyårstiden 1881-82, och under rubriken "En missionärs nyårsbön" trycktes den i Förbundet nr 2, 1882, varefter den givits ut i ett flertal frikyrkliga psalmböcker.

## Publicerad i
- Svenska Missionsförbundets Sångbok
- Psalmisten
- Segertoner